# 斯特爾 (伊利諾伊州)
斯特爾（英語：Stelle）是位於美國伊利諾伊州福特縣的一個非建制地區。該地的面積和人口皆未知。

## 地理
斯特爾的座標為40°57′00″N 88°09′13″W / 40.95000°N 88.15361°W，而該地的平均海拔高度為215米（即705英尺）。